# Човек са гвозденим срцем
Човек са гвозденим срцем (енгл. The Man with the Iron Heart или HHhH) је биографски филм са елементима акције и трилера из 2017. године у режији Седрика Жименеза. Темељи се на роману HHhH Лорана Бинеа, а усредсређује се на операцију Антропоид, убиство нацистичког вође Рајнхарда Хајдриха у Прагу током Другог светског рата.
Главне улоге глуме: Џејсон Кларк, Розамунд Пајк, Џек О’Конел, Џек Рејнор и Мија Вашиковска. Сниман је у Прагу и Будимпешти од септембра 2015. до фебруара 2016. године. Приказан је 7. јуна 2017. године.

## Радња
На врхунцу Трећег рајха током 1942. године, чешки покрет отпора у Лондону планира најамбициознију војну операцију у Другом светском рату — Антропоид. Два млада регрута су послата у Праг са циљем да убију најокрутнијег нацистичког вођу — Рајнхарда Хајдриха — шефа СС-а, Гестапоа и архитекте Коначног решења.

## Улоге
| Глумац          | Улога             |
| --------------- | ----------------- |
| Џејсон Кларк    | Рајнхард Хајдрих  |
| Розамунд Пајк   | Лина Хајдрих      |
| Стивен Грејам   | Хајнрих Химлер    |
| Џек О’Конел     | Јан Кубиш         |
| Џек Рејнор      | Јозеф Габчик      |
| Мија Вашиковска | Ана Новак         |
| Жил Лелуш       | Вацлав Моравек    |
| Том Рајт        | Јосеф Валчик      |
| Ензо Киленти    | Адолф Опалка      |
| Адам Нагаитис   | Карел Чурда       |
| Џеф Бел         | Хајнрих Милер     |
| Фолкер Брух     | Валтер Шеленберг  |
| Бари Ацма       | Карл Херман Френк |
| Ноа Џуп         | Ата Моравек       |
| Дејвид Ринтул   | Едуард Вагнер     |
| Вернон Добчеф   | Емил Хаха         |
| Ијан Редфорд    | Ернст Рем         |